# Lars Lagerbäck
Lars Edvin ("Lasse") Lagerbäck (Katrineholm, 16 juli 1948) is een Zweeds voetbalcoach. Hij stond aan het hoofd van verschillende Zweedse clubs en was bondscoach van de nationaal elftallen van Zweden, Nigeria, IJsland en Noorwegen. Lagerbäck is thans technisch adviseur van het IJslands voetbalelftal.

## Spelerscarrière
Lars Lagerbäck werd in Katrineholm geboren. Na zijn geboorte verhuisde hij met zijn gezin naar Ovansjö, waar zijn vader boswachter was. Op 12-jarige leeftijd sloot hij zich aan bij Alby FF. Drie jaar later maakte hij zijn debuut in het eerste elftal. In 1970 stapte Lagerbäck, die de positie van buitenspeler had, over naar derdeklasser Gimonäs CK, waar hij ook als bediende werkzaam was. In 1974 zette hij een punt achter zijn spelerscarrière en startte hij zijn studies aan de Zweedse sportschool Gymnastik- och idrottshögskolan (GIH).

## Trainerscarrière

### Beginjaren
In 1977 werd de 29-jarige Lagerbäck hoofdcoach van vierdeklasser Kilafors IF. Hij bleef dit tot en met 1982 en ging vervolgens aan de slag bij Arbrå BK. Van 1987 tot 1989 trainde hij Hudiksvalls ABK.

### Zweden
In 1990 werd Lagerbäck als jeugdtrainer in dienst genomen door de Zweedse voetbalbond (SvFF). Hij werkte samen met Tommy Söderberg, die van 1994 tot 1997 coach was van het Zweeds elftal onder 21, en bondscoach Tommy Svensson. Tijdens het WK 1994 scoutte hij Brazilië, dat een tegenstander was van Zweden tijdens het toernooi. In 1996 werd hij trainer van het B-elftal van Zweden.
In 1998 werd hij door Tommy Söderberg gevraagd om assistent-trainer te worden van het eerste elftal. Twee jaar later werd hij samen met Söderberg hoofdcoach. In 2004 stapte Söderberg op en was hij gedurende vijf jaar alleen bondscoach van Zweden.
Onder leiding van Söderberg en Lagerbäck bereikte Zweden het EK 2000. Het land werd tijdens het toernooi laatste in de groep van Italië, Turkije en gastland België.
Twee jaar later loodste het trainersduo Zweden naar het WK in Japan en Zuid-Korea. Zweden overleefde de groepsfase, maar werd vervolgens in de 1/8 finale na verlengingen uitgeschakeld door Senegal.
Het EK 2004 was het laatste toernooi onder leiding van Söderberg en Lagerbäck. Met spelers als Zlatan Ibrahimović, Henrik Larsson, Fredrik Ljungberg, Christian Wilhelmsson en Olof Mellberg beschikte Zweden over een getalenteerde selectie. Het land werd eerste in de groep van Italië, Denemarken en Bulgarije en plaatste zich voor de kwartfinale, waarin Nederland de tegenstander was. Zweden verloor uiteindelijk na strafschoppen (4-5).
Nadien ging Lagerbäck alleen door als bondscoach. Hij kwalificeerde Zweden voor het WK 2006 en slaagde erin om net als vier jaar eerder de groepsfase te overleven. Zweden werd tweede in de groep van Engeland, Paraguay en Trinidad en Tobago. In de 1/8 finale trof Zweden gastland Duitsland. Het elftal van Lagerbäck verloor met 2-0.
In 2008 nam Lagerbäck met Zweden deel aan het EK in Oostenrijk en Zwitserland. Ditmaal wist zijn elftal de tweede ronde niet te bereiken. Zweden werd in de groepsfase derde in de poule van Rusland, titelverdediger Griekenland en latere eindwinnaar Spanje.
Na de vroege uitschakeling kwam de positie van Lagerbäck in gevaar. Desondanks verlengde hij zijn contract tot het WK 2010. Maar Zweden wist zich niet te kwalificeren voor het eindtoernooi in Zuid-Afrika en dus stapte Lagerbäck in 2009 op.

### Nigeria
Nigeria kwalificeerde zich wel voor het WK 2010, maar besloot toch om bondscoach Shaibu Amodu te ontslaan. Op 26 februari 2010 werd Lagerbäck benoemd als nieuwe bondscoach, waardoor hij alsnog aan het WK kon deelnemen. Achteraf doken er geruchten op dat Lagerbäck en zijn makelaar Greg Keenan leden van de Nigeriaanse voetbalbond (NFF) hadden omgekocht om de functie in de wacht te slepen.
Nigeria won geen enkele wedstrijd op het WK en werd in een groep met Argentinië, Griekenland en Zuid-Korea al in de eerste ronde uitgeschakeld. Desondanks bood de voetbalbond hem na het toernooi een contractverlenging aan. Lagerbäck, die in die periode ook in de belangstelling stond van Wales, besloot om zijn contract niet te verlengen.

### IJsland
Lagerbäck begon op 1 januari 2012 als bondscoach van IJsland, als opvolger van Ólafur Johannessen. Hier kreeg hij in januari 2014 Heimir Hallgrímsson naast zich, die werd benoemd tot tweede bondscoach, naast Lagerbäck. Samen trainden ze sindsdien het IJslands elftal, met kwalificatie voor het EK 2016 als eerste opgave. Deze missie slaagde in september 2015 , na een overwinning in en tegen Nederland en een gelijkspel tegen Kazachstan. Daarmee waren Lagerbäck en Johannessen de eerste bondscoaches ooit die zich met IJsland kwalificeerden voor een EK- of WK.
Op het EK zelf overleefde IJsland de groepsfase middels gelijke spelen tegen Portugal en Hongarije en een zege op Oostenrijk. In de achtste finale won IJsland van Engeland; aanvoerder Wayne Rooney had de Engelsen met een strafschop in de vierde minuut op voorsprong gezet, waarna Ragnar Sigurðsson en Kolbeinn Sigþórsson scoorden voor IJsland. In de kwartfinale nam het land het op tegen gastheer Frankrijk, dat met 5–2 won. Na afloop van het toernooi trad Lagerbäck terug als bondscoach.
| Interlands IJsland onder leiding van Lars Lagerbäck | Interlands IJsland onder leiding van Lars Lagerbäck | Interlands IJsland onder leiding van Lars Lagerbäck | Interlands IJsland onder leiding van Lars Lagerbäck | Interlands IJsland onder leiding van Lars Lagerbäck | Interlands IJsland onder leiding van Lars Lagerbäck |
| №                                                   | Datum                                               | Wedstrijd                                           | Uitslag                                             | Competitie                                          |                                                     |
| --------------------------------------------------- | --------------------------------------------------- | --------------------------------------------------- | --------------------------------------------------- | --------------------------------------------------- | --------------------------------------------------- |
| 1                                                   | 24 februari 2012                                    | Japan – IJsland                                     | 3 – 1                                               | Oefeninterland                                      |                                                     |
| 2                                                   | 29 februari 2012                                    | Montenegro – IJsland                                | 2 – 1                                               | Oefeninterland                                      |                                                     |
| 3                                                   | 27 mei 2012                                         | Frankrijk – IJsland                                 | 3 – 2                                               | Oefeninterland                                      |                                                     |
| 4                                                   | 30 mei 2012                                         | Zweden – IJsland                                    | 3 – 2                                               | Oefeninterland                                      |                                                     |
| 5                                                   | 15 augustus 2012                                    | IJsland – Faeröer                                   | 2 – 0                                               | Oefeninterland                                      |                                                     |
| 6                                                   | 7 september 2012                                    | IJsland – Noorwegen                                 | 2 – 0                                               | WK-kwalificatie                                     |                                                     |
| 7                                                   | 11 september 2012                                   | Cyprus – IJsland                                    | 1 – 0                                               | WK-kwalificatie                                     |                                                     |
| 8                                                   | 12 oktober 2012                                     | Albanië – IJsland                                   | 1 – 2                                               | WK-kwalificatie                                     |                                                     |
| 9                                                   | 16 oktober 2012                                     | IJsland – Zwitserland                               | 0 – 2                                               | WK-kwalificatie                                     |                                                     |
| 10                                                  | 14 november 2012                                    | Andorra – IJsland                                   | 0 – 2                                               | Oefeninterland                                      |                                                     |
| 11                                                  | 6 februari 2013                                     | IJsland – Rusland                                   | 0 – 2                                               | Oefeninterland                                      |                                                     |
| 12                                                  | 22 maart 2013                                       | Slovenië – IJsland                                  | 1 – 2                                               | WK-kwalificatie                                     |                                                     |
| 13                                                  | 7 juni 2013                                         | IJsland – Slovenië                                  | 2 – 4                                               | WK-kwalificatie                                     |                                                     |
| 14                                                  | 14 augustus 2013                                    | IJsland – Faeröer                                   | 1 – 0                                               | Oefeninterland                                      |                                                     |
| 15                                                  | 6 september 2013                                    | Zwitserland – IJsland                               | 4 – 4                                               | WK-kwalificatie                                     |                                                     |
| 16                                                  | 10 september 2013                                   | IJsland – Albanië                                   | 2 – 1                                               | WK-kwalificatie                                     |                                                     |
| 17                                                  | 11 oktober 2013                                     | IJsland – Cyprus                                    | 2 – 0                                               | WK-kwalificatie                                     |                                                     |
| 18                                                  | 15 oktober 2013                                     | Noorwegen – IJsland                                 | 1 – 1                                               | WK-kwalificatie                                     |                                                     |
| 19                                                  | 15 november 2013                                    | IJsland – Kroatië                                   | 0 – 0                                               | WK-kwalificatie                                     |                                                     |
| 20                                                  | 19 november 2013                                    | Kroatië – IJsland                                   | 2 – 0                                               | WK-kwalificatie                                     |                                                     |
| 21                                                  | 21 januari 2014                                     | IJsland – Zweden                                    | 0 – 2                                               | Oefeninterland                                      |                                                     |
| 22                                                  | 5 maart 2014                                        | Wales – IJsland                                     | 3 – 1                                               | Oefeninterland                                      |                                                     |
| 23                                                  | 30 mei 2014                                         | Oostenrijk – IJsland                                | 1 – 1                                               | Oefeninterland                                      |                                                     |
| 24                                                  | 4 juni 2014                                         | IJsland – Estland                                   | 1 – 0                                               | Oefeninterland                                      |                                                     |
| 25                                                  | 9 september 2014                                    | IJsland – Turkije                                   | 3 – 0                                               | EK-kwalificatie                                     |                                                     |
| 26                                                  | 10 oktober 2014                                     | Letland – IJsland                                   | 0 – 3                                               | EK-kwalificatie                                     |                                                     |
| 27                                                  | 13 oktober 2014                                     | IJsland – Nederland                                 | 2 – 0                                               | EK-kwalificatie                                     |                                                     |
| 28                                                  | 12 november 2014                                    | België – IJsland                                    | 3 – 1                                               | Oefeninterland                                      |                                                     |
| 29                                                  | 16 november 2014                                    | Tsjechië – IJsland                                  | 2 – 1                                               | EK-kwalificatie                                     |                                                     |
| 30                                                  | 16 januari 2015                                     | Canada – IJsland                                    | 1 – 2                                               | Oefeninterland                                      |                                                     |
| 31                                                  | 19 januari 2015                                     | Canada – IJsland                                    | 1 – 1                                               | Oefeninterland                                      |                                                     |
| 32                                                  | 28 maart 2015                                       | Kazachstan – IJsland                                | 0 – 3                                               | EK-kwalificatie                                     |                                                     |
| 33                                                  | 31 maart 2015                                       | Estland – IJsland                                   | 1 – 1                                               | Oefeninterland                                      |                                                     |
| 34                                                  | 12 juni 2015                                        | IJsland – Tsjechië                                  | 2 – 1                                               | EK-kwalificatie                                     |                                                     |
| 35                                                  | 3 september 2015                                    | Nederland – IJsland                                 | 0 – 1                                               | EK-kwalificatie                                     |                                                     |
| 36                                                  | 6 september 2015                                    | IJsland – Kazachstan                                | 0 – 0                                               | EK-kwalificatie                                     |                                                     |
| 37                                                  | 10 oktober 2015                                     | IJsland – Letland                                   | 2 – 2                                               | EK-kwalificatie                                     |                                                     |
| 38                                                  | 13 oktober 2015                                     | Turkije – IJsland                                   | 1 – 0                                               | EK-kwalificatie                                     |                                                     |
| 39                                                  | 13 november 2015                                    | Polen – IJsland                                     | 4 – 2                                               | Oefeninterland                                      |                                                     |
| 40                                                  | 17 november 2015                                    | Slowakije – IJsland                                 | 3 – 1                                               | Oefeninterland                                      |                                                     |
| 41                                                  | 13 januari 2016                                     | Finland – IJsland                                   | 0 – 1                                               | Oefeninterland                                      |                                                     |
| 42                                                  | 16 januari 2016                                     | V.A.E. – IJsland                                    | 2 – 1                                               | Oefeninterland                                      |                                                     |
| 43                                                  | 31 januari 2016                                     | Verenigde Staten – IJsland                          | 3 – 2                                               | Oefeninterland                                      |                                                     |
| 44                                                  | 24 maart 2016                                       | Denemarken – IJsland                                | 2 – 3                                               | Oefeninterland                                      |                                                     |
| 45                                                  | 29 maart 2016                                       | Griekenland – IJsland                               | 2 – 3                                               | Oefeninterland                                      |                                                     |
| 46                                                  | 1 juni 2016                                         | Noorwegen – IJsland                                 | 3 – 2                                               | Oefeninterland                                      |                                                     |
| 47                                                  | 6 juni 2016                                         | IJsland – Liechtenstein                             | 4 – 0                                               | Oefeninterland                                      |                                                     |
| 48                                                  | 14 juni 2016                                        | Portugal – IJsland                                  | 1 – 1                                               | EK 2016                                             |                                                     |
| 49                                                  | 18 juni 2016                                        | IJsland – Hongarije                                 | 1 – 1                                               | EK 2016                                             |                                                     |
| 50                                                  | 22 juni 2016                                        | IJsland – Oostenrijk                                | 2 – 1                                               | EK 2016                                             |                                                     |
| 51                                                  | 27 juni 2016                                        | Engeland – IJsland                                  | 1 – 2                                               | EK 2016                                             |                                                     |
| 52                                                  | 3 juli 2016                                         | Frankrijk – IJsland                                 | 5 – 2                                               | EK 2016                                             |                                                     |

### Noorwegen
Lagerbäck werd op 1 februari 2017 aangesteld als bondscoach van Noorwegen, waar hij Per-Mathias Høgmo opvolgde. Hij tekende een contract voor drie jaar, met als hoofddoelstelling kwalificatie voor het Europees kampioenschap 2020. Lagerbäck werd in december 2020 ontslagen en opgevolgd door Ståle Solbakken.
| Interlands Noorwegen onder leiding van Lars Lagerbäck | Interlands Noorwegen onder leiding van Lars Lagerbäck | Interlands Noorwegen onder leiding van Lars Lagerbäck | Interlands Noorwegen onder leiding van Lars Lagerbäck | Interlands Noorwegen onder leiding van Lars Lagerbäck | Interlands Noorwegen onder leiding van Lars Lagerbäck |
| №                                                     | Datum                                                 | Wedstrijd                                             | Uitslag                                               | Competitie                                            |                                                       |
| ----------------------------------------------------- | ----------------------------------------------------- | ----------------------------------------------------- | ----------------------------------------------------- | ----------------------------------------------------- | ----------------------------------------------------- |
| 1                                                     | 26 maart 2017                                         | Noord-Ierland – Noorwegen                             | 2 – 0                                                 | WK-kwalificatie                                       |                                                       |
| 2                                                     | 10 juni 2017                                          | Noorwegen – Tsjechië                                  | 1 – 1                                                 | WK-kwalificatie                                       |                                                       |
| 3                                                     | 13 juni 2017                                          | Noorwegen – Zweden                                    | 1 – 1                                                 | Vriendschappelijk                                     |                                                       |
| 4                                                     | 1 september 2017                                      | Noorwegen – Azerbeidzjan                              | 2 – 0                                                 | WK-kwalificatie                                       |                                                       |
| 5                                                     | 4 september 2017                                      | Duitsland – Noorwegen                                 | 6 – 0                                                 | WK-kwalificatie                                       |                                                       |
| 6                                                     | 5 oktober 2017                                        | San Marino – Noorwegen                                | 0 – 8                                                 | WK-kwalificatie                                       |                                                       |
| 7                                                     | 8 oktober 2017                                        | Noorwegen – Noord-Ierland                             | 1 – 0                                                 | WK-kwalificatie                                       |                                                       |
| 8                                                     | 11 november 2017                                      | Macedonië – Noorwegen                                 | 2 – 0                                                 | Vriendschappelijk                                     |                                                       |
| 9                                                     | 14 november 2017                                      | Slowakije – Noorwegen                                 | 1 – 0                                                 | Vriendschappelijk                                     |                                                       |
| 10                                                    | 23 maart 2018                                         | Noorwegen – Australië                                 | 4 – 1                                                 | Vriendschappelijk                                     |                                                       |
| 11                                                    | 26 maart 2018                                         | Albanië – Noorwegen                                   | 0 – 1                                                 | Vriendschappelijk                                     |                                                       |
| 12                                                    | 2 juni 2018                                           | IJsland – Noorwegen                                   | 2 – 3                                                 | Vriendschappelijk                                     |                                                       |
| 13                                                    | 6 juni 2018                                           | Noorwegen – Panama                                    | 1 – 0                                                 | Vriendschappelijk                                     |                                                       |
| 14                                                    | 6 september 2018                                      | Noorwegen – Cyprus                                    | 2 – 0                                                 | UEFA Nations League                                   |                                                       |
| 15                                                    | 9 september 2018                                      | Bulgarije – Noorwegen                                 | 1 – 0                                                 | UEFA Nations League                                   |                                                       |
| 16                                                    | 13 oktober 2018                                       | Noorwegen – Slovenië                                  | 1 – 0                                                 | UEFA Nations League                                   |                                                       |
| 17                                                    | 16 oktober 2018                                       | Noorwegen – Bulgarije                                 | 1 – 0                                                 | UEFA Nations League                                   |                                                       |
| 18                                                    | 16 november 2018                                      | Slovenië – Noorwegen                                  | 1 – 1                                                 | UEFA Nations League                                   |                                                       |
| 19                                                    | 19 november 2018                                      | Cyprus – Noorwegen                                    | 0 – 2                                                 | UEFA Nations League                                   |                                                       |
| 20                                                    | 23 maart 2019                                         | Spanje – Noorwegen                                    | 2 – 1                                                 | EK-kwalificatie                                       |                                                       |
| 21                                                    | 26 maart 2019                                         | Noorwegen – Zweden                                    | 3 – 3                                                 | EK-kwalificatie                                       |                                                       |
| 22                                                    | 7 juni 2019                                           | Noorwegen – Roemenië                                  | 2 – 2                                                 | EK-kwalificatie                                       |                                                       |
| 23                                                    | 10 juni 2019                                          | Faeröer – Noorwegen                                   | 0 – 2                                                 | EK-kwalificatie                                       |                                                       |
| 24                                                    | 5 september 2019                                      | Noorwegen – Malta                                     | 2 – 0                                                 | EK-kwalificatie                                       |                                                       |
| 25                                                    | 8 september 2019                                      | Zweden – Noorwegen                                    | 1 – 1                                                 | EK-kwalificatie                                       |                                                       |
| 26                                                    | 12 oktober 2019                                       | Noorwegen – Spanje                                    | 1 – 1                                                 | EK-kwalificatie                                       |                                                       |
| 27                                                    | 15 oktober 2019                                       | Roemenië – Noorwegen                                  | 1 – 1                                                 | EK-kwalificatie                                       |                                                       |
| 28                                                    | 15 november 2019                                      | Noorwegen – Faeröer                                   | 4 – 0                                                 | EK-kwalificatie                                       |                                                       |
| 29                                                    | 18 november 2019                                      | Malta – Noorwegen                                     | 1 – 2                                                 | EK-kwalificatie                                       |                                                       |
| 30                                                    | 4 september 2020                                      | Noorwegen – Oostenrijk                                | 1 – 2                                                 | UEFA Nations League                                   |                                                       |
| 31                                                    | 7 september 2020                                      | Noord-Ierland – Noorwegen                             | 1 – 5                                                 | UEFA Nations League                                   |                                                       |
| 32                                                    | 8 oktober 2020                                        | Noorwegen – Servië                                    | 1 – 2 (n.v.)                                          | EK-kwalificatie                                       |                                                       |
| 33                                                    | 11 oktober 2020                                       | Noorwegen – Roemenië                                  | 4 – 0                                                 | UEFA Nations League                                   |                                                       |
| 34                                                    | 14 oktober 2020                                       | Noorwegen – Noord-Ierland                             | 1 – 0                                                 | UEFA Nations League                                   |                                                       |
| 35                                                    | 18 november 2020                                      | Oostenrijk – Noorwegen                                | 1 – 1                                                 | UEFA Nations League                                   |                                                       |